# Plagithmysus aestivus
Plagithmysus aestivus är en skalbaggsart som beskrevs av Sharp 1896. Plagithmysus aestivus ingår i släktet Plagithmysus och familjen långhorningar. Inga underarter finns listade i Catalogue of Life.